# Tachibana Akemi

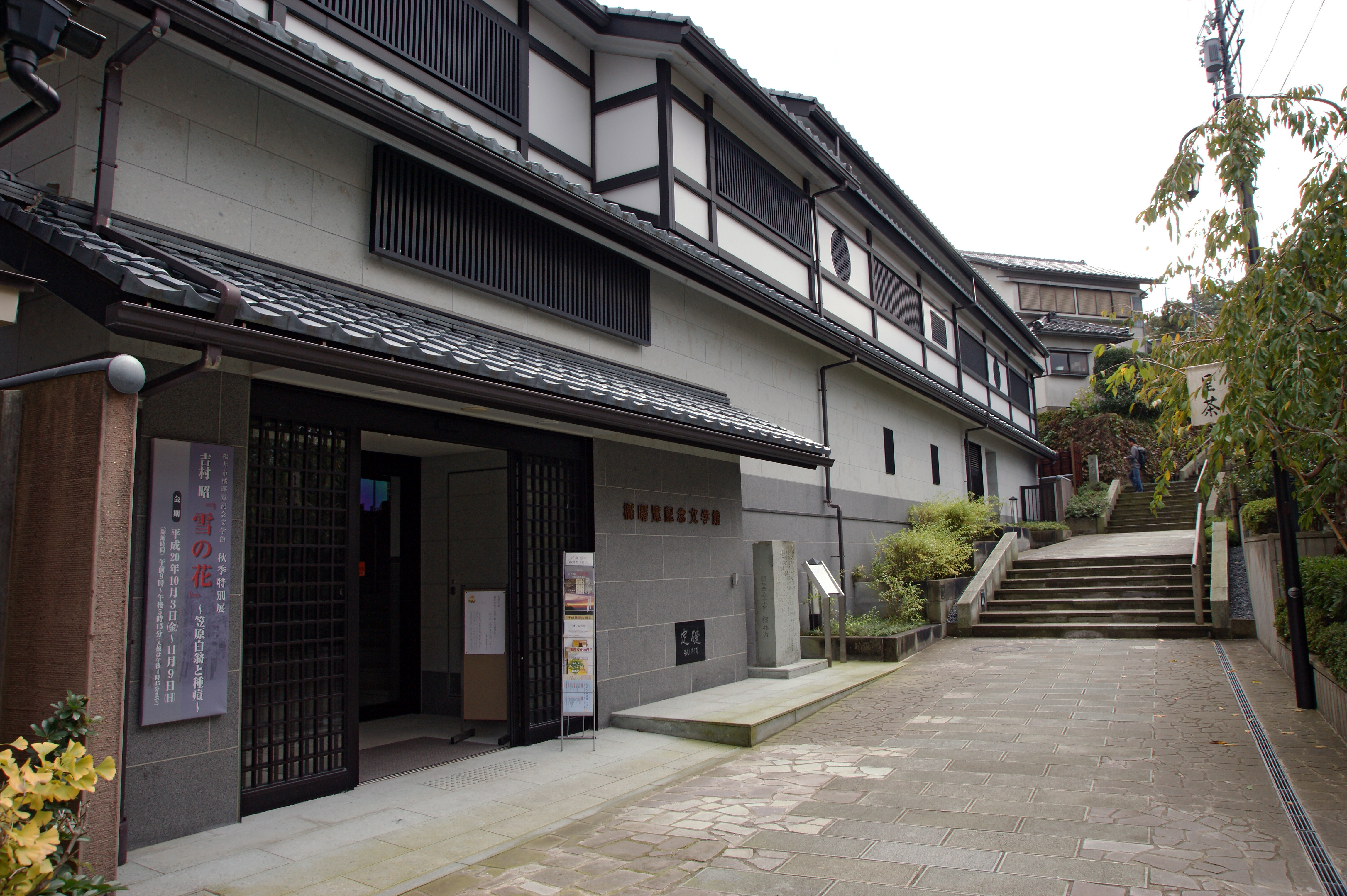
Das Tachibana-Museum in Fukui

Tachibana Akemi (japanisch 橘 曙覧; auch Tachibana no Akemi; * 1812 in Ishiba-machi, Provinz Echizen (heute: Tsukumo, Fukui, Präfektur Fukui); † 13. Oktober 1868 in Fukui) war ein japanischer Kokugaku-Gelehrter und Waka-Dichter.

## Namen
Sein ursprünglicher Familienname war Shōgen (正玄). Sein Vorname war in seiner Kindheit (yōmyō) war Gosaburō (五三郎) und sein wirklicher Name als Erwachsene erst Shigetoki (茂時), später Naokoto (尚事). 1844 änderte er seinen Familiennamen auf Tachibana und 1854 seinen Vornamen auf Akemi.
Gelegentlich wird er auch unter dem Namen Ide Akemi (井出 曙覧) geführt.
Als Kokugaku-Autor verwendete er die Pseudonyme Koganenoya (黄金舎) und Shinobunoya (志濃夫廼舎). Ein weiteres Pseudonym war Reiin (霊隠).

## Leben und Werk
Tachibana wurde als Sohn des Papierhändlers Shōgen Gorōuemon (正玄 五郎右衛門) und seiner Frau Yamamoto Tsuruko in der Burgstadt von Fukui, Ishiba-machi, geboren. Als er zwei Jahre alt war, starb seine Mutter und als er 15 war sein Vater. Anschließend ging er zum Nichiren-buddhistischen Tempel Myōdai-ji in Nishidaidō, Minami-Echizen, wo er unter einem Priester den Buddhismus studierte. Mit 18 ging er nach Kyōto, wo er die Privatschule von Kodama Kizan besuchte, kehrte aber nach einigen Monaten wieder in seine Heimat zurück. 1833 heiratete er Naoko. 1844 wurde er ein Schüler des Kokugaku-Gelehrten Tanaka Ōhide in Takayama.
Nachdem er bereits 1839 die Familiengeschäfte an seinen Halbbruder übergeben hatte, folgte 1846 das gesamte Familienvermögen und er begann ein Leben als Einsiedler – erst am Berg Asuwa und ab 1848 in Mitsuhashi (heute: 2-chōme, Terute, Fukui). Hier erregte er die Aufmerksamkeit seines Landesherrn (Daimyō) Matsudaira Shungaku und dessen Ratgebers Nakane Yukie, die ihm eine Stelle in der Burg anboten, was er ablehnte, wobei er jedoch finanziell unterstützt wurde.
Tachibana zählte zum Kreis der Dichter, die sich im 19. Jahrhundert um eine Erneuerung der traditionellen Waka-Dichtung bemühten. Politisch war er ein Anhänger des Kaisertums und stand in Opposition zum Tokugawa-Shōgunat. Er starb wenige Monate nach der Wiederherstellung der Kaiserlichen Herrschaft. Sein Grab befindet sich im Tempel Daiansen-ji (大安禅寺) in Tanotani-chō, Fukui.
Mit Shinobunoya kashū (志濃夫廼舎家集) erschien bereits 1878 eine Gedichtsammlung. Eine Gesamtausgabe seiner Werke veröffentlichte Ide Kinji mit Tachibana Akemi zenshū (橘曙覧全集) 1903.